# Lamborghini Fenomeno
Der Lamborghini Fenomeno ist ein limitierter Supersportwagen des italienischen Automobilherstellers Lamborghini. Der Modellname geht auf einen mexikanischen Stier zurück.

## Geschichte
Vorgestellt wurde das Fahrzeug im August 2025 bei der Monterey Car Week. Es wird der sogenannten Few-Off-Familie des Herstellers zugeordnet. Insgesamt sollen 29 Exemplare entstehen. Ohne Steuer beträgt der Kaufpreis rund drei Millionen Euro.

## Technik
Die technische Basis des über fünf Meter langen Fenomeno liefert der Revuelto. Das Fahrgestell ist als Monocoque aufgebaut und besteht aus kohlenstofffaserverstärktem Kunststoff. Die Reifen (vorne 21 Zoll, hinten 22 Zoll) wurden eigens für den Supersportwagen von Bridgestone entwickelt. Die Räder haben einen Zentralverschluss.
Wie der Revuelto hat der Fenomeno einen 6,5-Liter-V12-Saugmotor. Die maximale Leistung dieses Motors wird mit 623 kW (835 PS) angegeben. Unterstützt wird der Antrieb von drei Elektromotoren, zwei davon treiben die Vorderräder an und einer sitzt am 8-Stufen-Doppelkupplungsgetriebe. Deren Gesamtleistung beträgt 180 kW (245 PS). Verglichen mit dem Revuelto hat der Wagen einen größeren Akku (7 kWh).

## Technische Daten
|                                             | Fenomeno                         |
| ------------------------------------------- | -------------------------------- |
| Bauzeitraum                                 | seit 08/2025                     |
| Motorkenndaten                              |                                  |
| Motortyp                                    | V12-Ottomotor + 3 Elektromotoren |
| Motoraufladung                              | —                                |
| Verdichtungsverhältnis                      | 12,6 : 1                         |
| Hubraum                                     | 6498 cm³                         |
| max. Leistung Verbrennungsmotor bei min−1   | 623 kW (835 PS) / 9250           |
| max. Leistung Elektromotoren                | 180 kW (245 PS)                  |
| max. Systemleistung                         | 805 kW (1080 PS)                 |
| max. Drehmoment Verbrennungsmotor bei min−1 | 725 Nm / 6750                    |
| max. Drehmoment Elektromotoren              | 350 Nm                           |
| max. Systemdrehmoment                       |                                  |
| Kraftübertragung                            |                                  |
| Antrieb                                     | Allradantrieb                    |
| Getriebe, serienmäßig                       | 8-Gang-Doppelkupplungsgetriebe   |
| Messwerte                                   |                                  |
| Höchstgeschwindigkeit                       | >350 km/h                        |
| Beschleunigung, 0–100 km/h                  | 2,4 s                            |
| Beschleunigung, 0–200 km/h                  | 6,7 s                            |
| Trockengewicht                              | 1772 kg                          |
| Kraftstoffverbrauch auf 100 km (kombiniert) | k. A.                            |
| CO2-Emissionen (kombiniert)                 | k. A.                            |